# Classicheggiando Nardi vol. 2
Classicheggiando Nardi vol. 2 è il ventisettesimo album in studio del cantante italiano Mauro Nardi, pubblicato nel 2005 dalla Seamusica.

## Tracce
1. Indifferentemente – 2:45 (Salvatore Mazzocco - Umberto Martucci)
2. Voce 'e notte – 4:08 (Ernesto De Curtis - Edoardo Nicolardi)
3. Comm'e' bella 'a stagione – 3:56 (Pisano - Falvo)
4. Carmela – 4:40 (Giambattista De Curtis)
5. 'O marenariello – 3:59 (Salvatore Gambardella - Gennaro Ottaviano)
6. Scapricciatiello – 3:18 (Albano - Vento)
7. Guaglione – 3:06 (Giuseppe Fanciulli - Nisa)
8. Me chiamme ammore – 2:56 (Mimmo di Francia - Giuseppe Faiella)
9. Comme facette mammeta – 2:47 (Salvatore Gambardella - Giuseppe Capaldo)
10. Tu si na cosa grande – 4:01 (Domenico Modugno)